# Elecciones provinciales del Chubut de 1958
Las elecciones generales de la provincia del Chubut de 1958 tuvieron lugar el 23 de febrero del mencionado año con el objetivo de elegir al Gobernador y Vicegobernador para el período 1958-1962, a la Legislatura Provincial de 27 miembros para el mismo período, y a los intendentes de los municipios con sus respectivos concejales. Los comicios tuvieron el histórico carácter de ser las primeras elecciones generales que realizaba Chubut luego de haber sido provincializada por el gobierno de Juan Domingo Perón, postura que no fue revertida luego de su derrocamiento en septiembre de 1955.
Con el peronismo proscrito e imposibilitado para presentarse a las elecciones, triunfó ampliamente Jorge Galina, candidato de la Unión Cívica Radical Intransigente (UCRI), una de las divisiones de la Unión Cívica Radical que se habían generado como consecuencia a la proscripción. Galina obtuvo el 47,63% de los votos contra el 29,80% de Diógenes Varela Díaz, de la Unión Cívica Radical del Pueblo (UCRP). En tercer lugar, muy atrás, quedó la Unión Popular, partido de tendencia neoperonista. En el plano legislativo, el radicalismo intransigente obtuvo 16 bancas contra 7 del radicalismo del pueblo, 2 de Unidad Popular, uno del Partido Demócrata Cristiano (PDC) y uno del Partido Socialista (PS). Los cargos electos asumieron el 1 de mayo, sellando la transformación de Chubut en provincia.
Aunque sus autoridades sucesoras llegaron a ser electas, Galina y la legislatura elegida en 1958 no pudieron completar su mandato constitucional debido a que la provincia fue intervenida seis días antes que esto ocurriera por el gobierno de José María Guido en el contexto del golpe de Estado de 1962.

## Contexto
Chubut era un Territorio Nacional desde 1884, con la división de la Gobernación de la Patagonia, con pocas variaciones en su conformación territorial salvo el período final previo a su provincialización (1944-1955) en el que existió la Zona Militar de Comodoro Rivadavia, creada segregando territorio de Chubut y Santa Cruz. En 1951, el pueblo chubutense pudo por primera vez votar en las elecciones presidenciales a nivel nacional, triunfando ampliamente Juan Domingo Perón tanto en el territorio nacional como en la Zona Militar. El 15 de junio de 1955, durante el segundo gobierno de Perón, el Congreso de la Nación Argentina sancionó la ley N°14.408 promulgada por el Poder Ejecutivo Nacional el día 28 por la cual se creó la Provincia del Chubut y otras cuatro más, anulándose la Zona Militar de Comodoro Rivadavia. Tras el derrocamiento del peronismo, la iniciativa no se abandonó, y por el decreto ley N° 4.347 del 26 de abril de 1957 se facultó a los comisionados federales a convocar al pueblo de las nuevas provincias para que elijan los convencionales que procederían a dictar sus constituciones. Tras la promulgación de la nueva constitución, al mismo tiempo que la dictadura de la Revolución Libertadora convocaba a elecciones presidenciales para normalizar la situación constitucional del país, se hizo lo propio en Chubut para que la provincia designara autoridades electas.
La primera elección provincial de Chubut, realizada el 23 de febrero de 1958, al mismo tiempo que las elecciones nacionales, se vio ligeramente empañada por el contexto político restringido que se vivía a nivel nacional en la Argentina, en el marco del golpe de Estado de 1955 y la proscripción del peronismo. Pese a esto, durante la jornada electoral y, posteriormente, durante la asunción de cargos electos, se destacó un clima de singular euforia entre la población por el hecho de acceder a la autonomía provincial. Sin embargo, en los comicios acabó incidiendo mucho la situación a nivel nacional, puesto que el 19 de febrero, cuatro días antes de las elecciones, Juan Domingo Perón declaró su apoyo a la candidatura presidencial del radical intransigente Arturo Frondizi. En consecuencia, tanto Frondizi como la UCRI en su conjunto se vieron beneficiados por los votos del peronismo proscrito. De este modo, la fórmula Galina-Scocco obtuvo una amplia victoria sobre Varela Díaz-González al momento de realizarse las elecciones.

## Resultados

### Gobernador y Vicegobernador
|  | 47.63 % |

|  | 29.80 % |

|  | 8.75 % |

|  | 13.82 % |

|  | 94.06 % |

|  | 5.94 % |

|  | 100.00 % |

|  | 79.20 % |

### Diputados provinciales electos
| Partido                 | Partido | Diputado             |
| ----------------------- | ------- | -------------------- |
|                         | UCRI    | Asencio Abeijón      |
| Alberto De Bernardi     | UCRI    |                      |
| Roberto Bruno           | UCRI    |                      |
| Juan Errendasoro        | UCRI    |                      |
| Rubén Ferrari           | UCRI    |                      |
| Joffré Cartier          | UCRI    |                      |
| Jorge Costa             | UCRI    |                      |
| Simón Cheiber           | UCRI    |                      |
| Marta Arévalo de Galina | UCRI    |                      |
| Pedro García            | UCRI    |                      |
| Félix García            | UCRI    |                      |
| Rubén Hernández         | UCRI    |                      |
| Edgardo Kitaigrodzki    | UCRI    |                      |
| Liberato Lavalle        | UCRI    |                      |
| Euclides Moré           | UCRI    |                      |
| Miguel Segura           | UCRI    |                      |
|                         | UCRP    | José Alberdi         |
| Herminio González       | UCRP    |                      |
| Victorino Fernández     | UCRP    |                      |
| Roberto Gandini         | UCRP    |                      |
| Oscar Herrera           | UCRP    |                      |
| Julio Telleriarte       | UCRP    |                      |
| Santos Calvo            | UCRP    |                      |
| Máximo Campos           | UCRP    |                      |
|                         | UP      | Francisco J. Sánchez |
| Edmundo Castillo        | UP      |                      |
|                         | PDC     | Antonio Gargaglione  |
|                         | PS      | Jesús Menéndez       |